# خیار دریایی شکلاتی
خیار دریایی شکلاتی (نام علمی: Isostichopus badionotus) نام یک گونه از تیره خیارهای دریایی ماسه‌نشین است.